# الكسندر بوين
الكسندر بوين (بالإنجليزية: Alexander Bowen) هو لاعب كرة الماء أمريكي، ولد في 24 يوليو 1990.

## وصلات خارجية
- الكسندر بوين على موقع الاتحاد الدولي لألعاب القوى (الإنجليزية)